# Bo Peep
Bo Peep è un personaggio della serie di film d'animazione Toy Story della Pixar.

## Biografia del personaggio

### Primi tre film
Il personaggio viene presentato in Toy Story - ll mondo dei giocattoli come una statuetta di porcellana e un componente staccabile da una lampada da comodino insieme a tre pecore. Appartiene alla sorella minore di Andy, Molly, tuttavia anche il bambino gioca anche con lei e le assegna il ruolo della damigella in pericolo. Bo è anche l'interesse romantico del protagonista Woody. Gentile e di buon cuore, quando quest'ultimo viene escluso dal gruppo di giocattoli a favore di Buzz Lightyear, Bo rimane fedele a lui piuttosto che prenderlo in giro. Dopo che Woody getta accidentalmente fuori dalla finestra Buzz, è una dei pochi giocattoli che non lo schernisce, insieme a Slinky.
Bo compare soltanto all'inizio e alla fine di Toy Story 2 - Woody e Buzz alla riscossa. Continua a mostrare la sua attrazione per Woody, flirtando con lui. In Toy Story 3 - La grande fuga, appare solo brevemente all'inizio del film in un cameo muto attraverso filmati domestici. Con angoscia, Woody dichiara che è stata regalata a un nuovo proprietario, come la maggior parte degli altri giocattoli di Andy. Il motivo particolare della sua scomparsa non viene rivelato, sebbene il cowboy sia palesemente addolorato per la sua perdita.

### Toy Story 4
La scena iniziale di Toy Story 4 rivela come Bo si è separata da Woody: dopo aver collaborato al salvataggio di RC, la madre di Andy regala Bo e le sue pecore. Woody cerca di convincere quest'ultima a rimanere, ma lei afferma di aver capito che l’essere portata via fa parte del ciclo di un giocattolo. Per un breve momento, Woody considera l’idea di andare con Bo, ma cambia idea dopo aver capito che Andy ha bisogno di lui.
Il film riprende dopo il gesto di Andy alla fine del terzo film, quando regala i suoi giocattoli a una bambina di nome Bonnie. Quest’ultima porta i giocattoli con sé in un viaggio. Durante il viaggio, il giocattolo preferito di Bonnie, Forky, si perde e Woody lo insegue per recuperarlo. Quest'ultimo individua poi la lampada di Bo attraverso una vetrina di un negozio e decide di cercarla; tuttavia, Bo non è nel negozio, ma Woody la trova casualmente fuori dal negozio. Bo è ancora con le sue pecore, che si scoprono essere di genere femminile, e rivela a Woody i loro nomi: Mary, Vera e Lana. Gli spiega la sua storia e quella delle sue pecore dopo essere state regalate: ha trascorso due anni nel negozio di antiquariato, per poi essere stata di proprietà di una ragazza a cui però non le importava molto: aveva quindi deciso di andarsene da sola con le sue pecore. Bo aveva anche cambiato vestito; il suo precedente l’ha trasformato in un mantello; indossa una benda bianca per coprire il braccio destro rotto, una fascia viola per coprire la mano sinistra rotta e dedica la sua nuova vita ad aiutare a far tornare i giocattoli perduti dai propri proprietari.
Bo rifiuta la proposta di Woody di diventare uno dei giocattoli di Bonnie, così come la sua richiesta di aiuto per cercare Forky, anche se alla fine accetta di accompagnarlo per ritrovare il giocattolo smarrito. Con ulteriore aiuto di alcuni giocattoli smarriti e di Buzz, Bo guida la missione di salvataggio per Forky, che è stato catturato dalla principale antagonista del film, Gabby Gabby. Woody riesce a liberare Forky in tempo per ritornare da Bonnie, che si trova nel negozio, ma facendo catturare le pecore di Bo da Gabby Gabby e dai suoi scagnozzi. Sebbene Bo riesca a liberare le sue pecore, queste vengono ferite nel processo. Arrabbiata, Bo rifiuta di aiutare Woody in un secondo tentativo di liberare Forky. Dopo aver assistito alle critiche da parte di Giggle sulla lealtà di Woody, Bo torna in missione.
Il gruppo cerca di aiutare Gabby Gabby a essere adottata da una ragazza che visita costantemente il negozio di antiquariato, ma il giocattolo viene respinto. Bo aiuta Woody in un tentativo di raggiungere Bonnie insieme a Forky e Gabby Gabby, ma quest’ultima individua una ragazza dispersa e decide di rimanere con lei. Bo e Woody arrivano al camper di Bonnie e si salutano a vicenda. Woody, tuttavia, non è sicuro della sua decisione e infatti decide di restare con Bo, come suggerito da Buzz.

### Futuro
Un cortometraggio intitolato Lamp Life, che rivelerà la vita di Bo dal suo abbandono al suo ritorno con Woody, debutterà su Disney+ durante il suo primo anno di servizio.

## Aspetto e personalità

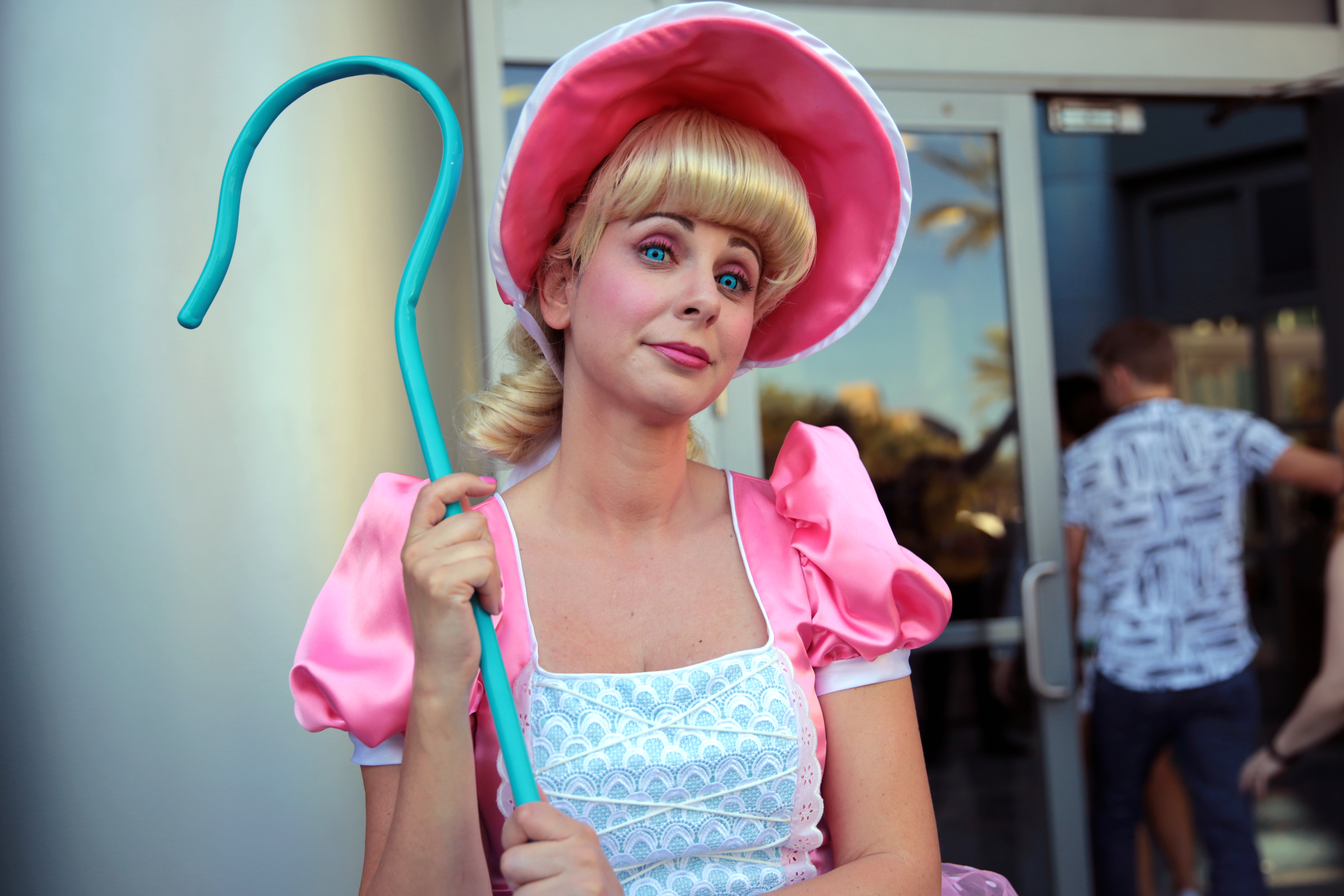
Un cosplay del personaggio

Bo Peep è stata un personaggio secondario nei primi due film della serie, assentandosi alle missioni principali in entrambi. La moglie di John Lasseter, Nancy, ha ritenuto che Jessie fosse una grande aggiunta al cast di Toy Story 2 - Woody e Buzz alla riscossa, perché era stata ideata come un personaggio femminile più forte rispetto a Bo.
A Bo è stato assegnato un ruolo principale in Toy Story 4. Per quanto riguarda la rappresentazione di Bo in questo film, Carrie Hobson ha spiegato a GameSpot che lo staff della produzione ha deciso di rappresentarla come "un personaggio che ha deciso di non voler semplicemente sedersi su uno scaffale in attesa che accadesse qualcosa nella vita. Ha imparato ad adattarsi".

### Personalità
Bo Peep è un giocattolo molto romantico ed equilibrato. Nei giochi di Andy, Bo Peep è usata come la damigella in pericolo delle storie, ed è raffigurata come gentile e di buon cuore. Prova forti sentimenti per Woody e si prende cura di lui, il che la fa (insieme a Slinky) porre dei dubbi quando apparentemente uccide Buzz. Nonostante ciò, si comporta anche come uno spirito libero. Crede solo a ciò a cui ha assistito, e quando viene trasferita nella stanza di Molly, diventa la leader tra i suoi giocattoli.
Da quando si è separata da Andy, Bo ha assunto un modo di pensare diverso nella sua vita. Come giocattolo smarrito, non si preoccupa di non essere amata da un bambino ed è aperta a vedere il mondo.

### Doppiaggio
Annie Potts ha doppiato il personaggio nei film in cui è apparso. Per quanto riguarda la nuova caratterizzazione di Bo nel quarto film, la Potts ha detto a Glamour che Bo "è moderna, indipendente, capace e sicura di se. Bo dovrebbe essere d'ispirazione, dato che ha superato gli alti e bassi della vita con grazia". Valerie LaPointe ha detto che Annie ha dato a questa nuova versione di Bo una voce più profonda, con più grinta e con un fascino naturale. Inoltre, Patty Kihm ha fatto notare le screpolature nei capelli del giocattolo, inseriti per far ricordare al pubblico che è fatta di porcellana.
Nel videogioco Toy Story Racer, Bo è doppiata da Rebecca Wink.

## Accoglienza
Il ruolo di Bo Peep nei primi due film è stato percepito come un "trionfo per l'eroismo cinematografico maschile: una donna bionda, con gli occhi azzurri, delicata e bella che esisteva per essere salvata e per premiare Woody dei suoi atti eroici con dei baci". La sua partecipazione alle scene d'azione in questi film è descritta come limitata, "suggerendo che forse era fragile come la porcellana stessa".
(Claire Corkery per The National in una recensione di Toy Story 4.)
Dopo il suo ritorno in Toy Story 4, Bo ha ottenuto un'attenzione significativa. Michael Cavna del The Washington Post ha scritto che "nessun personaggio del film emana una più forte autostima rispetto a Bo", e ha affermato che Bo riflette il contributo delle donne leader. Claire Corkery del The National ha affermato che Bo si è trasformata "in una supereroina che guida le numerose missioni di salvataggio grazie alle quali la serie di film è diventata famosa". Josh Newis-Smith ha dichiarato per Glamour che Bo "è il personaggio femminile Disney di cui avevamo bisogno nel 2019".
Tuttavia, ci sono state anche critiche negative riguardo alla nuova caratterizzazione di Bo. La scrittrice e critica cinematografica Stella Duffy ha affermato che questa nuova Bo non è femminista perché "Si innamorerà ancora, avrà ancora un finale felice, questo non è femminismo!". Nell Frizzell di Vogue ha notato che, nonostante gli studi cinematografici (in particolare la Disney) abbiamo creato un bilanco tra damigelle in difficoltà ed eroine d'azione, tutte sono “magre, bionde e belle”. Ernesto Huerta si è chiesto sul quotidiano messicano Milenio se la nuova personalità di Bo risponde a un'esigenza del pubblico o alla correttezza politica che attualmente regna ad Hollywood.